# If God Will Send His Angels
«If God Will Send His Angels» es la cuarta canción del álbum Pop de la banda irlandesa de música rock U2. Se trata de una balada que fue lanzada el 8 de diciembre de 1997 como el quinto sencillo de dicho álbum. También forma parte de la banda sonora de la película City of Angels.

## En directo
La canción fue interpretada en el PopMart Tour en 23 de los 35 conciertos de la primera manga. 
Debutó en el primer show el 25 de abril de 1997 en Las Vegas, y era seguida de "Until the End of the World".
Su última interpretación fue el 27 de junio de 1997 en Chicago, y a la siguiente noche fue sustituida por el clásico "New Year's Day".